# Kopaonik, Raška
Kopaonik (izvirno srbsko Копаоник) je naselje v Srbiji, ki upravno spada pod Občino Raška; slednja pa je del Raškega upravnega okraja.

## Demografija
V naselju živi 13 polnoletnih prebivalcev, pri čemer je njihova povprečna starost 36,7 let (37,3 pri moških in 36,3 pri ženskah). Naselje ima 6 gospodinjstev, pri čemer je povprečno število članov na gospodinjstvo 3,00.
To naselje je, glede na rezultate popisa iz leta 2002, večinoma srbsko.
|  |

| Demografija | Demografija     | Demografija     |
| Leto        | Št. prebivalcev | Št. prebivalcev |
| ----------- | --------------- | --------------- |
|             |                 |                 |
|             |                 |                 |
|             |                 |                 |
|             |                 |                 |
| 1948        | -               |                 |
| 1953        | 12              |                 |
| 1961        | 55              |                 |
| 1971        | 40              |                 |
| 1981        | 7               |                 |
| 1991        | 115             | 115             |
| 2002        | 18              | 18              |
|             |                 |                 |

| Etnična sestava po popisu iz leta 2002 | Etnična sestava po popisu iz leta 2002 | Etnična sestava po popisu iz leta 2002 | Etnična sestava po popisu iz leta 2002 | Etnična sestava po popisu iz leta 2002 |
| -------------------------------------- | -------------------------------------- | -------------------------------------- | -------------------------------------- | -------------------------------------- |
| Srbi                                   | Srbi                                   |                                        | 16                                     | 88,88%                                 |
| Hrvati                                 | Hrvati                                 |                                        | 2                                      | 11,11%                                 |
| Neznano                                | Neznano                                |                                        | 0                                      | 0,0%                                   |